# Air Force Commendation Medal

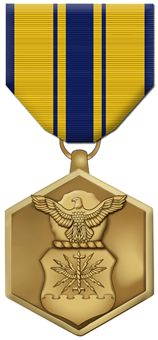
Air Force Commendation Medal

Air Force Commendation Medal (deutsch Luftwaffen-Anerkennungsmedaille) ist eine Commendation Medal der Streitkräfte der Vereinigten Staaten, die für nachhaltige militärische Verdienste im direkten Kontakt mit dem Gegner vergeben wird und der Bronze Star nicht zur Anwendung kommen kann.
Alle Teilstreitkräfte haben ihre eigene Commendation Medal, die Air Force Commendation Medal ist seit 1958 für den militärischen Dienst der United States Air Force vorgesehen.
Erstmals wurden die Commendation Medals von der United States Navy und der United States Coast Guard 1943 sowie 1949 von der Army als Service Ribbon vergeben, erst ab 1960 als vollwertige Medaillen.
Mehrfachauszeichnungen werden bei der Air Force Commendation Medal mit goldenem oder silbernem Eichenlaub dargestellt.
In der Order of Precedence rangieren die Commendation Medals unter der Aerial Achievement Medal und über den Achievement Medals.